# Florentino Pérez Embid
Florentino Pérez Embid (Aracena, 12 luglio 1918 – Madrid, 23 dicembre 1974) è stato uno storico, politico e professore universitario spagnolo.
Fu direttore generale della Propaganda (1951-1952), dell'Informazione (1952-1957) e delle Belle Arti (1968-1974) durante il regime del generale Francisco Franco all'interno del quale sostenne la restaurazione monarchica.

## Biografia
Nato ad Aracena il 12 luglio 1918, Florentino Pérez Embid, nonostante la morte prematura del padre, ricordò con gioia la sua infanzia e giovinezza, grazie all'influenza e agli insegnamenti della madre. Studiò in diverse scuole e infine completò il liceo prima di iscriversi all'università.

### Università: studente e cattedratico
Florentino Pérez Embid si distinse come studente della Facoltà di Filosofia e Lettere all'Università di Siviglia, dove si focalizzò sullo studio dell'arte. Durante i suoi anni da studente, e poi da docente, Pérez Embid riscoprì Siviglia, che definì il suo paradiso terrestre. Il suo percorso fu segnato da un profondo legame con questa città.
Nel turbolento decennio degli anni Trenta, assistette alla Rivoluzione delle Asturie e di Barcellona (1934). Durante la Guerra civile spagnola (dal 1936 al 1939) si unì alle unità falangiste del fronte ribelle e combatté nelle zone di frontiera tra Andalusia ed Estremadura.
In effetti, si distinse per la sua partecipazione alla creazione e all'insegnamento presso la Scuola di Studi Ispano-Americani dell'Università di Siviglia. Fu professore del corso di Scoperte Geografiche, prima all'Università di Siviglia (1949) e poi all'Università di Madrid (1950).
Nel 1943, si unì all'Opus Dei.

### Politico e gestore di imprese culturali
Negli anni Quaranta, collaborò con il giovane monarchico e storico Rafael Calvo Serer alla creazione del movimento Arbor, così chiamato dalla rivista culturale omonima, di proprietà del Consiglio superiore delle ricerche scientifiche (CSIC), che lo orientò intellettualmente. Entrambi volevano che il regime del generale Francisco Franco desse il via a una restaurazione monarchica nella persona di don Giovanni di Borbone.
A partire dagli anni Cinquanta, ricoprì le cariche di direttore generale della Propaganda (1951-1952) e di direttore generale dell'Informazione (dal 1952 al 1957). Inoltre, tra il 1951 e il 1956 presiedette l'Ateneo di Madrid.
Fu consigliere nazionale dell'Istruzione (dal 1953 al 1963) e procuratore alle Cortes franquiste (dal 1958 al 1967), nonché membro del Consiglio privato del conte di Barcellona. Tra i monarchici, fu un importante promotore della corrente juanista che collaborò con il regime di Franco. Partecipò quindi a iniziative come l'Associazione degli Amici di Maeztu o la rivista Reino.
Fondò le riviste Ateneo e Atlántida e la Biblioteca del Pensamiento Actual, edita dalle Ediciones Rialp. Diresse la collana editoriale Forjadores del mundo contemporáneo della casa editrice editorial Planeta. Ricoprì incarichi direttivi in alcune delle pubblicazioni già menzionate, come Arbor e Atlántida, nonché, tra le altre, Cuadernos Hispanoamericanos. Il 12 dicembre 1972 entrò a far parte della Real Academia de Bellas Artes de San Fernando con la lettura di Pedro Millán y los orígenes de la escultura en Sevilla.
I suoi ultimi incarichi politici, sempre a cavallo tra il governo e la cultura, furono la Direzione Generale delle Belle Arti (1968-1974) e il rettorato dell'Università Internazionale Menéndez Pelayo di Santander (1968-1974).
Morì il 23 dicembre 1974 nella sua casa di Madrid.

## Direttore generale delle Belle Arti
Dal 1968 al 1974 Florentino Pérez Embid fu direttore generale delle Belle Arti, un periodo cruciale nella vita culturale del paese, segnato da tensioni politiche, sforzi per modernizzare le istituzioni artistiche e la ricerca di riconoscimento e prestigio internazionale per l'arte spagnola.
Una delle sue prime iniziative come direttore fu una proposta per adattare il Teatro Real di Madrid al fine di trasformarlo in un teatro dell'opera, un progetto che suscitò l'interesse del vicepresidente Carrero Blanco e il sostegno di figure del canto lirico come Montserrat Caballé e Teresa Berganza. Tuttavia, il processo fu rallentato, cosa che indusse a una campagna mediatica a favore della sua trasformazione.
Un altro approccio significativo della sua gestione fu il controverso tentativo di rimpatriare Guernica, l'opera emblematica di Pablo Picasso. Pérez Embid iniziò le trattative nel novembre 1968, sostenendo il valore storico e culturale dell'opera, oltre a minimizzare la percezione della tendenza politica dell'artista. Tuttavia, queste trattative si scontrarono con la negazione di Picasso, che si opponeva al ritorno della sua opera in Spagna finché Franco fosse stato al potere.
Nonostante questi ostacoli, Pérez Embid ottenne alcuni notevoli progressi nel campo dell'arte contemporanea. Nel 1968, il Museo Nazionale di Arte Moderna fu trasformato nel Museo Spagnolo di Arte Contemporanea, dove si occupò di cercare una sede adeguata per ospitare opere del XX secolo, svincolando le collezioni più antiche, che furono trasferite al Museo del Prado.
Durante il suo periodo alla direzione, Pérez Embid affrontò le crescenti tensioni con gli artisti contemporanei, che criticavano i nuovi regolamenti sulle mostre nazionali e l'assenza di interlocuzione in merito all'inclusione degli artisti nelle politiche culturali. Artisti di spicco come Eduardo Chillida, Antonio Saura e l'Equipo Crónica resero manifesto il loro malcontento rifiutandosi di partecipare a mostre nazionali, fatto che aveva evidenziato la disconnessione tra la direzione e l'ambiente artistico.
Inoltre, Embid promosse la creazione della rivista Bellas Artes, che divenne un importante mezzo di divulgazione di attività culturali, mostre e arte contemporanea. Facilitò anche l'organizzazione di eventi e mostre che celebravano sia l'arte classica che quella contemporanea, tra cui mostre in onore di figure come Joaquim Mir e la commemorazione dei re cattolici.
Tuttavia, nonostante i suoi sforzi, la sua gestione fu caratterizzata dalla scarsità di risorse, dalle carenze delle infrastrutture museali e dalla mancanza di personale adeguatamente formato.
Alla fine del suo mandato, Pérez Embid ebbe un infarto, che contribuì al deterioramento delle sue condizioni di salute e all'abbandono degli incarichi politici e culturali.
In sintesi, il suo periodo come direttore generale delle Belle Arti fu caratterizzato da sforzi significativi nella modernizzazione delle istituzioni culturali e nella promozione dell'arte contemporanea, nonostante le sfide politiche e artistiche che dovette affrontare in un periodo turbolento della storia della Spagna.

## Fonti archivistiche
L'archivio di Florentino Pérez Embid è depositato presso l'Archivio Generale dell'Università di Navarra ed è liberamente accessibile. È composto da 163 scatole, la maggior parte delle quali contengono corrispondenza.

## Premi e riconoscimenti
- Gran Croce dell'Ordine di Cisneros (1955)[18]
- Gran Croce dell'Ordine al Merito Civile (1969)[19]
- Gran Croce dell'Ordine di Alfonso X il Saggio (1969)[20]
- Gran Croce dell'Ordine di Isabella la Cattolica (1970)[21]
- Gran Croce dell'Ordine imperiale del giogo e delle frecce (1974)[22]
- Figlio adottivo della città di Cáceres (1974).[23]

Dal 1976 al 2011, la Real Academia Sevillana de Buenas Letras assegnò il Premio di Poesia "Florentino Pérez-Embid" a un libro di poesie pubblicato dalla collezione Adonais della casa editrice Rialp.

## Opere
- Selezione, studio preliminare e note a Marcelino Menéndez Pelayo, Textos sobre España, Madrid, Rialp, 1954 (2ª ed., 1962).
- El mudejarismo en la arquitectura portuguesa de la época manuelina, Sevilla, Instituto Diego Velázquez, 1955.
- Forjadores del Mundo Contemporáneo (Director), 4 tomos, Barcelona, Editorial Planeta, 1959, 1962, 1965, 1967, 1969, 1970. (Pablo Tiján actuó como colaborador).
- Pedro Millán y los orígenes de la escultura en Sevilla, C.S.I.C, Madrid, 1973 ISBN 84-00-03835-5
- La frontera entre los reinos de Sevilla y Portugal, Sevilla, Ayuntamiento de Sevilla, 1974. ISBN 84-50-06602-6